# Friedrich Haßlwander

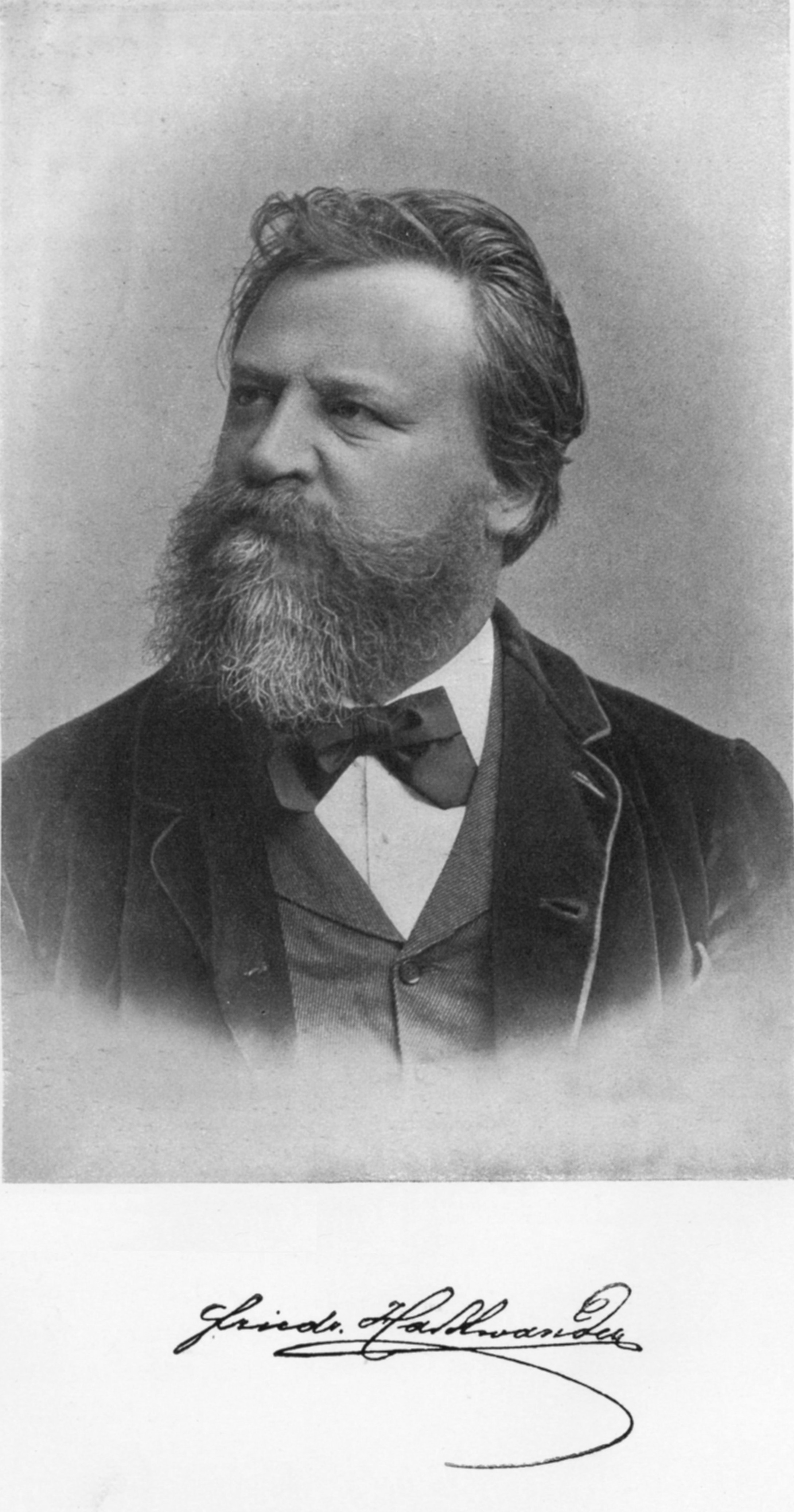
Friedrich Haßlwander, fotografiert von Rudolf Krziwanek.

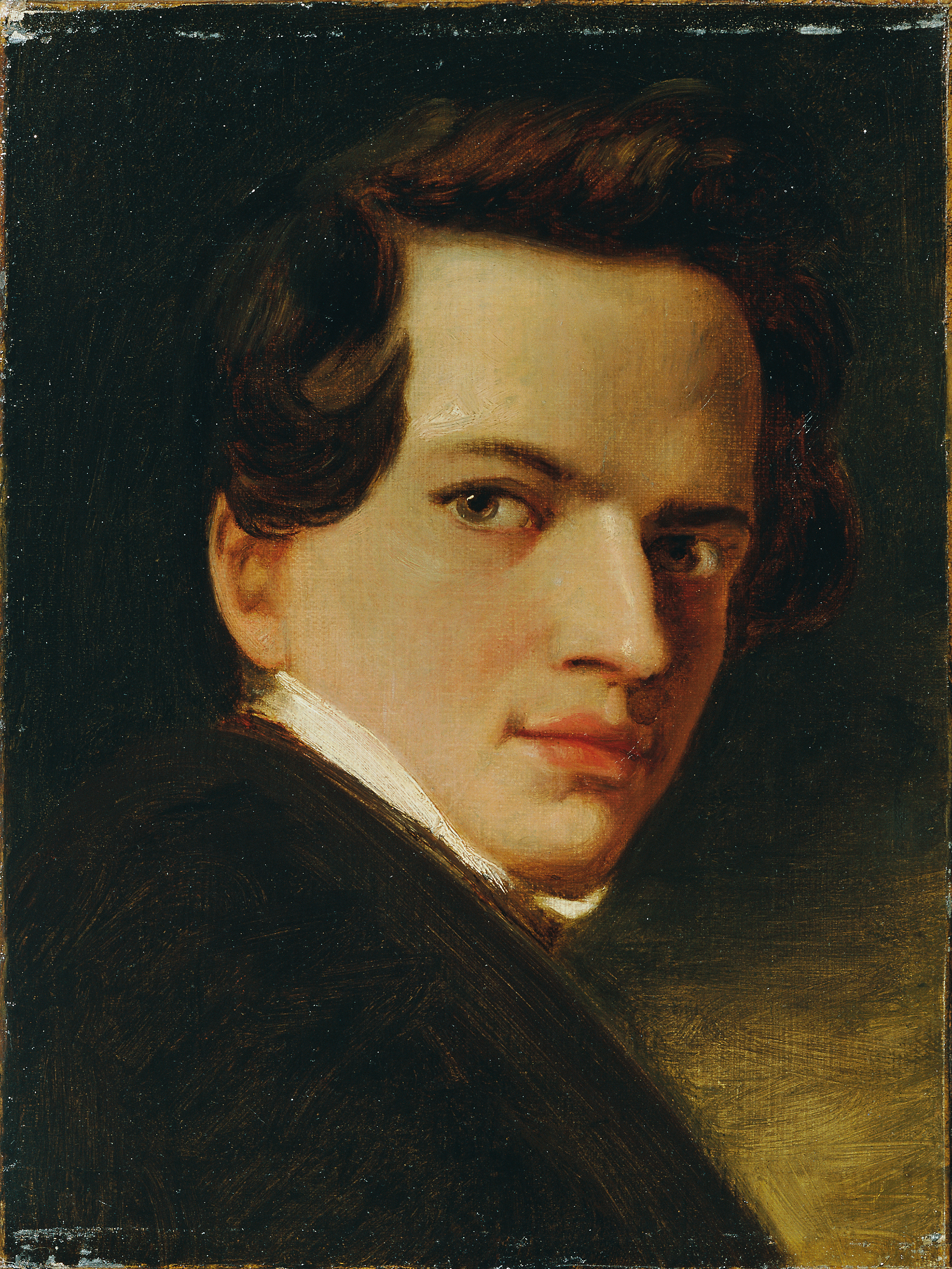
Joseph Haßlwander: Friedrich Hasselwander, Wien, Österreichische Galerie Belvedere 4477

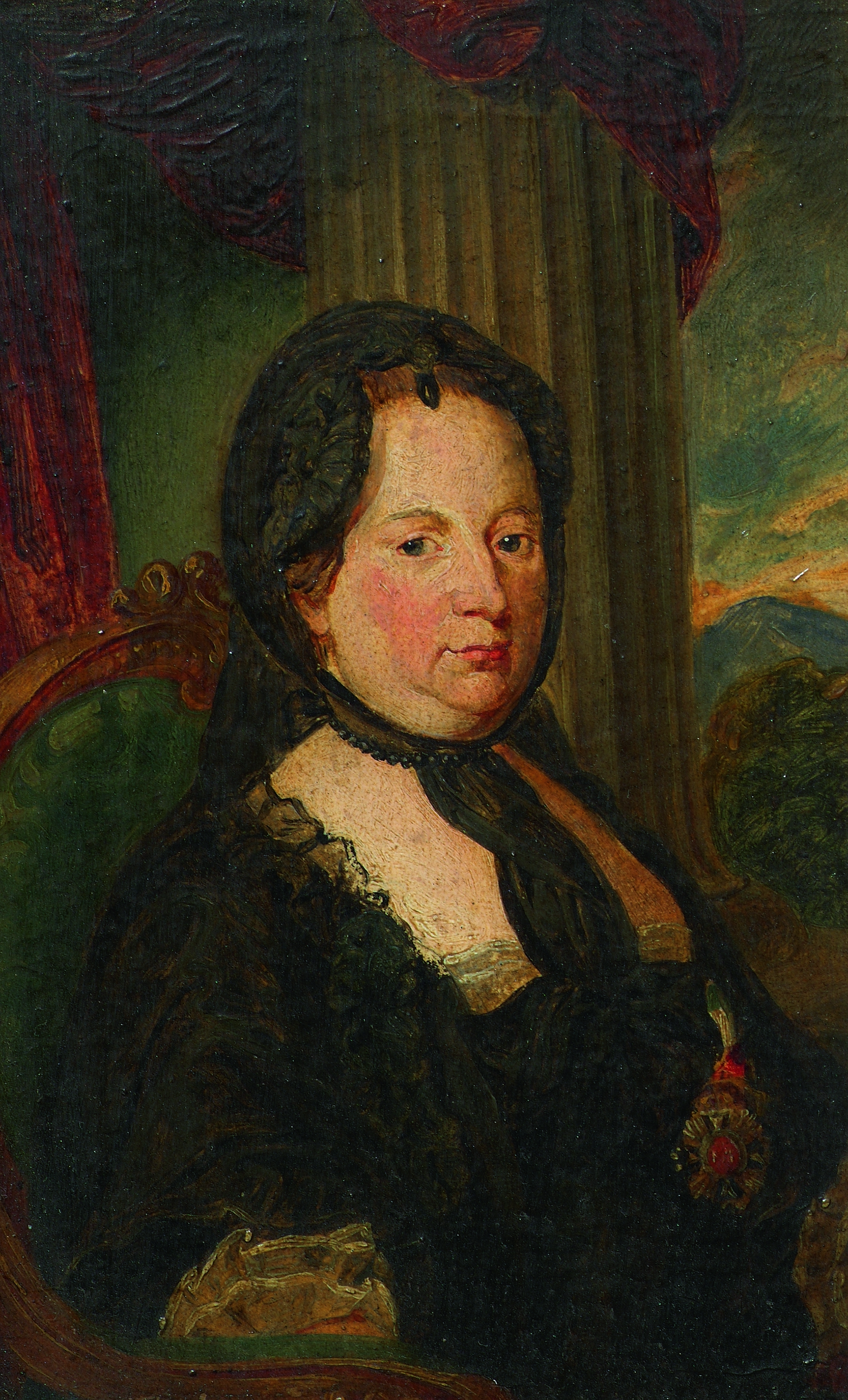
Friedrich Haßlwander: Kaiserin Maria Theresia in Trauertracht, Wien, Österreichische Galerie Belvedere 4529

 Friedrich Franz Josef Haßlwander, auch Hasslwander, (* 4. Oktober 1840 in Wien; † 1. September 1914 in Grein) war ein österreichischer Maler, Kunstlehrer und Schriftsteller. 

## Leben
Friedrich Haßlwander war der Sohn des Malers Joseph Haßlwander (1812–1878), bei dem er auch seine erste Ausbildung erhielt. Nachdem er zunächst 1859/60 die Technische Hochschule in Wien besucht hatte, studierte er von 1860 bis 1867 an der Wiener Kunstakademie bei Carl Wurzinger. Danach war er als Lehrer an Wiener Mittelschulen tätig, von 1879 bis zu seiner Pensionierung an der Oberrealschule Wien IV. Seit 1877 war er Sekretär des Wiener Pensions-Vereins für bildende Künstler.
Er malte zumeist religiöse und historische Kompositionen im romantischen Geist und betätigte sich auch als Schriftsteller. Neben seinen „Phantasiestücken“ schrieb er für österreichische und ausländische Sammelwerke.
Nach seinem Vater und ihm ist seit 1928 der Haßlwanderweg in Wien-Aspern, Siedlung Am Müllnermais, benannt.
Seine Enkeltochter Jolanthe (1905–1997) war eine österreichische Schriftstellerin und Lehrerin.